# 1-й Карачаровский проезд
Пе́рвый Карача́ровский прое́зд (название утверждено в 1990 году) — проезд в Москве, на территории района «Нижегородский» Юго-Восточного административного округа.
Проезд проходит в районе «Карачаровского механического завода», соединяет Газгольдерную улицу с дублёром Рязанского проспекта.

## Происхождение названия
Название проезда сохраняет имя бывшего села Карачарово, включённого в состав города Перово в 1938 году, а затем в состав Москвы в 1960 году. Назван так по близости к «Карачаровскому механическому заводу».

## Здания и сооружения
Здания, расположенные вдоль проезда — как и всё построенное на бывших землях Карачаровского механического завода — имеют адрес по Рязанскому проспекту, 2. Западную сторону занимает ТЦ «Декоратор», большую часть восточной стороны — общедоступный парк при ЖК «Среда». Непосредственно у примыкания проезда к Рязанскому проспекту стоит бывший дом пионеров.

## Транспорт

### Наземный транспорт
По проезду общественный транспорт не ходит.

### Ближайшие станции метро
- Нижегородская

### Железнодорожный транспорт
- Нижегородская (МЦК)
- Платформа «Нижегородская» Горьковского направления МЖД